# LMBT-szabályozások országok szerint

Homoszexualitással kapcsolatos törvények
A homoszexualitás nem büntetendő
Házasság
Bejegyzett vagy de facto élettársi kapcsolat
Együttélés nincs elismerve
Külföldi házasságok elismerve
A homoszexualitás büntetendő
Enyhe büntetés
Jelentős büntetés
Életfogytiglan
Halálbüntetés

A világ országaiban a leszbikus, meleg, biszexuális és transznemű (LMBT) emberekre vonatkozó törvények nagyon változatosak. Míg bizonyos országokban halálbüntetés vár azokra, akik szexuális kapcsolatot létesítenek egy azonos nemű személlyel, más országokban a melegek és leszbikusok a heteroszexuálisokhoz hasonlóan házasodhatnak és gyermeket fogadhatnak örökbe.
A törvények szintjén a homoszexualitással kapcsolatban elsősorban az alábbi kérdések merülnek fel: 
- Büntetés: Büntetendő-e az azonos neműek közti, beleegyezésen alapuló szexuális kapcsolat?
- Beleegyezési korhatár: Különbözik-e az azonos és különböző neműek közti szexuális kapcsolat esetén az a korhatár, ami alatt a beleegyezés nem érvényes?
- Partnerkapcsolat: Milyen lehetőségek (házasság, bejegyzett élettársi kapcsolat, élettársi kapcsolat) léteznek az azonos nemű párok kapcsolatának törvényi elismerésére?
- Gyermekvállalás: Milyen feltételek mellett nevelhetnek gyermeket az azonos nemű párok?
- Diszkrimináció tilalma: Tiltják-e törvények a szexuális irányultság szerinti hátrányos megkülönböztetést?

Az alábbi táblázat ABC-sorrendben, földrészenként csoportosítva tekinti át az egyes országokban érvényben levő törvényi szabályozást. A törvényi szabályozásból még nem lehet egyértelműen következtetni az azonos neműek közötti kapcsolat megítélésére az adott országban: a törvények és a mindennapi gyakorlat gyakran teljesen eltér. Vannak országok, ahol a törvények ellenére nem üldözik az LMBT-embereket; ám olyanok is, ahol ugyan a jogi feltételek kedvezőbbek, az emberek többsége mégis ellenségesen viszonyul hozzájuk.

## Afrika
| Ország                          | Büntetik? (min-max büntetés)                        | Partnerkapcsolat | Örökbefogadás | Tilos a diszkrimináció? | Megjegyzések |
| ------------------------------- | --------------------------------------------------- | ---------------- | ------------- | ----------------------- | --- |
| Algéria                         | igen (pénzbírság – 3 év)                            | -                | nem           | nem                     | |
| Angola                          | nem                                                 | -                | nem           | igen                    | |
| Benin                           | igen (? – 3 év)                                     | -                | nem           | nem                     | |
| Bissau-Guinea                   | igen (munkatábor)                                   | -                | nem           | nem                     | |
| Botswana                        | nem                                                 | -                | nem           | nem                     | |
| Burkina Faso                    | nem                                                 | -                | nem           | nem                     | |
| Burundi                         | nem                                                 | -                | nem           | nem                     | |
| Comore-szigetek                 | igen (pénzbírság – 5 év)                            | -                | nem           | nem                     | |
| Csád                            | igen (pénzbírság)                                   | -                | nem           | nem                     | |
| Dél-afrikai Köztársaság         | nem                                                 | házasság         | igen          | igen                    | |
| Dzsibuti                        | igen (10-12 év)                                     | -                | nem           | nem                     | |
| Egyenlítői-Guinea               | nem                                                 | -                | nem           | nem                     | |
| Egyiptom                        | nem                                                 | -                | nem           | nem                     | Az azonosnemű partnerrel való együttlét ugyan nem törvénytelen, de a homályosan megfogalmazott erkölcsvédelmi törvényeket gyakran használják a leszbikus, meleg és biszexuális emberek ellen.                                                                  |
| Elefántcsontpart                | nem                                                 | -                | nem           | nem                     | |
| Eritrea                         | igen (3 év – 10 év)                                 | -                | nem           | nem                     | |
| Etiópia                         | igen (10 nap – 3 év)                                | -                | nem           | nem                     | |
| Gabon                           | nem                                                 | -                | nem           | nem                     | |
| Gambia                          | igen (pénzbírság – 14 év)                           | -                | nem           | nem                     | |
| Ghána                           | igen                                                | -                | nem           | nem                     | |
| Guinea                          | igen (6 hónap – 3 év)                               | -                | nem           | nem                     | |
| Kamerun                         | igen (pénzbírság – 5 év)                            | -                | nem           | nem                     | |
| Kenya                           | csak férfiak esetében (pénzbírság – 14 év)          | -                | nem           | nem                     | |
| Kongói Köztársaság              | nem                                                 | -                | nem           | nem                     | |
| Kongói Demokratikus Köztársaság | nem                                                 | -                | nem           | nem                     | |
| Közép-afrikai Köztársaság       | nem                                                 | -                | nem           | nem                     | |
| Lesotho                         | csak férfiak esetében                               | -                | nem           | nem                     | |
| Libéria                         | igen (pénzbírság)                                   | -                | nem           | nem                     | |
| Líbia                           | igen (pénzbírság – 5 év)                            | -                | nem           | nem                     | |
| Madagaszkár                     | nem                                                 | -                | nem           | nem                     | |
| Malawi                          | igen (? – 14 év)                                    | -                | nem           | nem                     | |
| Mali                            | nem                                                 | -                | nem           | nem                     | |
| Mauritánia                      | igen (halálbüntetés)                                | -                | nem           | nem                     | |
| Marokkó                         | igen (6 hónap – 3 év)                               | -                | nem           | nem                     | |
| Mauritius                       | igen (pénzbírság – 5 év)                            | -                | nem           | nem                     | |
| Mozambik                        | nem                                                 | -                | nem           | igen                    | |
| Namíbia                         | nem                                                 | -                | nem           | nem                     | A 2004-es Labour Act eltávolította a szexuális irányultságot a védett csoportok közül, az Alkotmány 2005 óta védi a szexuális irányultságot. |
| Niger                           | nem                                                 | -                | nem           | nem                     | |
| Nigéria                         | csak férfiak esetében (pénzbírság – 14 év)          | -                | nem           | nem                     | A sária alá tartozó területeken nők és férfiak számára is halálbüntetést írnak elő. |
| Nyugat-Szahara                  | igen (börtönbüntetés)                               | -                | nem           | nem                     | |
| Ruanda                          | nem                                                 | -                | nem           | nem                     | |
| São Tomé és Príncipe            | igen (munkatábor)                                   | -                | nem           | nem                     | |
| Seychelle-szigetek              | igen (pénzbírság – 2 év)                            | -                | nem           | nem                     | |
| Sierra Leone                    | igen (életfogytiglan)                               | -                | nem           | igen?                   | Az Anti-Corruption Commission egy sajtóközleményben azt állította, hogy a képzett és hozzáértő munkaerő megszerzése érdekében olyan munkaerő-felvételi elveket dolgoznak ki, amely tiltja a szexuális irányultság alapján történő hátrányos megkülönböztetést. |
| Szenegál                        | igen (1 hónap – 5 év)                               | -                | nem           | nem                     | |
| Szomália                        | igen (3 hónap – 3 év)                               | -                | nem           | nem                     | A sária alá tartozó területek nők és férfiak számára is halálbüntetést írnak elő. |
| Szomáliföld                     | ?                                                   | ?                | ?             | ?                       | |
| Szudán                          | igen (5 év – halálbüntetés)                         | -                | nem           | nem                     | |
| Szváziföld                      | igen (pénzbírság – börtönbüntetés)                  | -                | nem           | nem                     | |
| Tanzánia                        | igen (pénzbírság – 7/30 év)                         | -                | nem           | nem                     | A max. büntetés férfiak esetében 30, nők esetében 7 év. |
| Togo                            | igen (pénzbírság – 3 év)                            | -                | nem           | nem                     | |
| Tunézia                         | igen (pénzbírság – 3 év)                            | -                | nem           | nem                     | |
| Uganda                          | csak férfiak esetében (pénzbírság – életfogytiglan) | -                | nem           | nem                     | |
| Zambia                          | csak férfiak esetében (pénzbírság – 15 év)          | -                | nem           | nem                     | |
| Zimbabwe                        | csak férfiak esetében (pénzbírság – 1 év)           | -                | nem           | nem                     | |
| Zöld-foki Köztársaság           | nem                                                 | -                | nem           | nem                     | |

## Amerika
| Ország                    | Büntetik? (min-max. büntetés)               | Partnerkapcsolat               | Örökbefogadás | Tilos a diszkrimináció? | Megjegyzések |
| ------------------------- | ------------------------------------------- | ------------------------------ | --- | --- | --- |
| Amerikai Egyesült Államok | nem                                         | házasság                       | Colorado, Connecticut, Hawaii, Illinois, Iowa, Kalifornia, Maine, Massachusetts, Minnesota, Nevada, New Hampshire, New Jersey, Új-Mexikó, New York, Oregon, Rhode Island, Vermont, Washington, Wisconsin | Florida az egyéni örökbefogadást is tiltja az azonos nemű pároknak, a többi nem említett államban tisztázatlan, hogy az örökbefogadás lehetséges-e. A 20 szexuális irányultság alapján történő hátrányos megkülönböztetést tiltó állam közül 13 a nemi identitás alapút is tiltja. | A meleg és biszexuális férfiak nem adhatnak vért az aktustól számított egy évig. 2017 augusztusától a transznemű emberek nem lehetnek katonák (a 2017. augusztus előtt felvett transznemű katonák maradhatnak). |
| Antigua és Barbuda        | igen (15 év)                                | -                              | nem | nem | |
| Argentína                 | nem                                         | házasság                       | igen | igen | |
| Aruba                     | nem                                         | házasság                       | igen | igen | |
| Bahama-szigetek           | nem                                         | -                              | nem | nem | |
| Barbados                  | igen (életfogytiglan)                       | -                              | nem | nem | |
| Belize                    | igen (10 év)                                | -                              | nem | nem | 2003 óta újra büntetik az azonos neműek közötti kapcsolatot. |
| Bermuda                   | nem                                         | -                              | nem | nem | |
| Bolívia                   | nem                                         | -                              | nem | igen | Hivatalosan is nemet válthatnak azok a transznemű emberek, akik nemátalakító műtéten estek át. |
| Brazília                  | nem                                         | házasság                       | nem | csak néhány városban és államban | A meleg és biszexuális férfiak nem adhatnak vért az aktustól számított egy évig. |
| Chile                     | nem                                         | bejegyzett élettársi kapcsolat | nem | igen | |
| Costa Rica                | nem                                         | élettársi kapcsolat            | nem | igen | |
| Curaçao                   | nem                                         | nem                            | nem | igen | Elismerik az azonos neműek házasságát, de házasságkötés jelenleg nem lehetséges. |
| Dominikai Közösség        | nem                                         | -                              | nem | nem | |
| Dominikai Köztársaság     | igen (10 év)                                | -                              | nem | nem | |
| Ecuador                   | nem                                         | házasság                       | nem | igen | |
| El Salvador               | nem                                         | -                              | nem | nem | |
| Falkland-szigetek         | nem                                         | bejegyzett élettársi kapcsolat | igen | igen | |
| Francia Guyana            | nem                                         | bejegyzett élettársi kapcsolat | nem | igen | |
| Grenada                   | csak férfiak esetében (10 év)               | -                              | nem | nem | |
| Grönland                  | nem                                         | házasság                       | igen | igen | |
| Guadeloupe                | nem                                         | bejegyzett élettársi kapcsolat | nem | igen | |
| Guatemala                 | nem                                         | -                              | nem | igen | |
| Guyana                    | csak férfiak esetében (életfogytiglan)      | -                              | nem | nem | |
| Haiti                     | nem                                         | -                              | nem | nem | Az azonos nemű párok házasságkötése, valamint kapcsolatuk "népszerűsítése" bűncselekménynek minősül. |
| Honduras                  | nem                                         | -                              | nem | nem | Az azonos neműek házasságát és gyermekek örökbefogadását 2005 óta az Alkotmány tiltja. |
| Jamaica                   | csak férfiak esetében (10 év kényszermunka) | -                              | nem | nem | |
| Kajmán-szigetek           | nem                                         | -                              | nem | igen | |
| Kanada                    | nem                                         | házasság                       | igen | igen | A meleg és biszexuális férfiak nem adhatnak vért az aktustól számított öt évig. |
| Karibi Hollandia          | nem                                         | házasság: Saba                 | nem | igen | Elismerik az azonos neműek házasságát, de házasságkötés jelenleg csak Sabán lehetséges. |
| Kolumbia                  | nem                                         | házasság                       | igen | igen | |
| Kuba                      | nem                                         | -                              | nem | igen | |
| Martinique                | nem                                         | bejegyzett élettársi kapcsolat | nem | igen | |
| Mexikó                    | nem                                         | házasság                       | igen | igen | 2015-ben törölték az alkotmányból az azonos nemű párok házasságára és örökbefogadására vonatkozó tilalmat, de még nem iktatták törvénybe az ehhez való jogot.                                                   |
| Nicaragua                 | igen (pénzbírság – 3 év)                    | -                              | nem | nem | |
| Panama                    | nem                                         | -                              | nem | nem | |
| Paraguay                  | nem                                         | -                              | nem | nem | |
| Peru                      | nem                                         | -                              | nem | igen | A párkapcsolatban élő meleg férfiak nem lehetnek rendőrök. |
| Saint Kitts és Nevis      | csak férfiak esetében (10 év)               | -                              | nem | nem | |
| Saint Lucia               | csak férfiak esetében (pénzbírság – 10 év)  | -                              | nem | nem | |
| Saint Vincent             | igen (10 év)                                | -                              | nem | nem | |
| Sint Maarten              | nem                                         | nem                            | nem | igen | Elismerik az azonos neműek házasságát, de házasságkötés jelenleg nem lehetséges. |
| Suriname                  | nem                                         | -                              | nem | nem | |
| Trinidad és Tobago        | igen (25 év)                                | -                              | nem | nem | |
| Turks és Caicos-szigetek  | nem                                         | -                              | nem | nem | |
| Uruguay                   | nem                                         | házasság                       | igen | igen | |
| Venezuela                 | nem                                         | -                              | nem | igen | |

## Ausztrália és Óceánia
| Ország                         | Büntetik? (min-max büntetés)               | Partnerkapcsolat | Örökbefogadás | Tilos a diszkrimináció? | Megjegyzések |
| ------------------------------ | ------------------------------------------ | --- | --- | ----------------------- | --- |
| Ausztrália                     | nem                                        | bejegyzett élettársi kapcsolat: Ausztrál fővárosi terület, Dél-Ausztrália, Melbourne, Sydney, Tasmania, Victoria, Yarra; élettársi kapcsolat | partner gyermekének örökbefogadása: Victoria; örökbefogadás: Ausztrál fővárosi terület, Nyugat-Ausztrália, Tasmania | igen                    | Jelenleg folyik több mint 100 szövetségi törvény felülvizsgálata, hogy a bejegyzett élettársakat azonos szintre hozzák a házastársakkal. A meleg és biszexuális férfiak nem adhatnak vért az aktustól számított egy évig. |
| Brunei                         | igen (pénzbírság – halálbüntetés)          | - | nem | nem                     | |
| Cook-szigetek                  | csak férfiak esetében (pénzbírság – 14 év) | - | nem | nem                     | |
| Fidzsi-szigetek                | nem                                        | - | nem | igen                    | |
| Guam                           | nem                                        | élettársi kapcsolat | igen | igen                    | |
| Kiribati                       | csak férfiak esetében (pénzbírság – 14 év) | - | nem | nem                     | |
| Maldív-szigetek                | csak férfiak esetében (pénzbírság – 10 év) | - | nem | nem                     | |
| Marshall-szigetek              | nem                                        | - | nem | nem                     | |
| Mikronéziai Szövetségi Államok | nem                                        | - | nem | nem                     | |
| Nauru                          | igen (14 év kényszermunka)                 | - | nem | nem                     | |
| Niue                           | csak férfiak esetében (pénzbírság – 10 év) | - | nem | nem                     | |
| Palau                          | nem                                        | - | nem | nem                     | |
| Pápua Új-Guinea                | csak férfiak esetében (pénzbírság – 14 év) | - | nem | nem                     | |
| Salamon-szigetek               | igen (pénzbírság – 14 év)                  | - | nem | nem                     | |
| Szamoa                         | igen (pénzbírság – 7 év)                   | - | nem | nem                     | |
| Tokelau                        | csak férfiak esetében (pénzbírság – 10 év) | - | nem | nem                     | |
| Tonga                          | csak férfiak esetében                      | - | nem | nem                     | |
| Tuvalu                         | csak férfiak esetében (pénzbírság – 14 év) | - | nem | nem                     | |
| Új-Kaledónia                   | nem                                        | - | nem | nem                     | A többi francia területhez képest ez nagyobb autonómiát élvez, ezért itt nem elérhető a bejegyzett élettársi kapcsolat |
| Új-Zéland                      | nem                                        | házasság | nem | igen                    | Több kormányzati dokumentum is az örökbefogadás lehetővé tétele mellett érvel. A meleg és biszexuális férfiak nem adhatnak vért az aktustól számított öt évig.                                                            |
| Vanuatu                        | nem                                        | - | nem | nem                     | |

## Ázsia
| Ország                                             | Büntetik?              | Max/min. büntetés                    | Házasság                                                                     | Tilos a diszkrimináció? | Megjegyzések |
| -------------------------------------------------- | ---------------------- | ------------------------------------ | ---------------------------------------------------------------------------- | ----------------------- | --- |
| Afganisztán                                        | igen                   | 15 év/ 5 év                          | -                                                                            | nem                     | |
| Arab Emírségek                                     | igen                   | halálbüntetés/ halálbüntetés         | -                                                                            | nem                     | |
| Azerbajdzsán                                       | nem                    | -                                    | -                                                                            | nem                     | |
| Bahrein                                            | csak férfiak esetében  | 10 év/ pénzbírság                    | -                                                                            | nem                     | |
| Banglades                                          | igen                   | 10 év/ pénzbírság                    | -                                                                            | nem                     | |
| Bhután                                             | nem                    | -                                    | -                                                                            | nem                     | |
| Fülöp-szigetek                                     | nem                    | -                                    | -                                                                            | -                       | A Kommunista Párt támogatja az azonos neműek házasságát. Angeles városában tilos a diszkrimináció. |
| Grúzia                                             | nem                    | -                                    | -                                                                            | igen                    | |
| India                                              | nem                    | -                                    | -                                                                            | nem                     | |
| Indonézia                                          | Csak Aceh tartományban | Aceh tartomány: ~8,3 év / pénzbírság | -                                                                            | nem                     | Aceh tartományban a büntetés száz pálcaütés, ami megváltható száz gramm arannyal vagy száz hónap (~8,3 év) börtönbe vonulással. |
| Irak                                               | igen                   | -                                    | -                                                                            | nem                     | A büntető törvénykönyv 2001-es módosítása halálbüntetést írt elő az azonos nemű emberrel folytatott aktusért. Az amerikai megszállás után visszaállították az 1969-es büntető törvénykönyvet. Az országban gyakori az önbíráskodás: szexuális orientációjuk miatt általában meleg férfiak válnak gyilkosság áldozataivá. |
| Irán                                               | igen                   | halálbüntetés/ halálbüntetés         | -                                                                            | nem                     | A kormány hivatalosan is támogatja a nemváltoztató műtéteket. |
| Izrael                                             | nem                    | -                                    | -                                                                            | igen                    | |
| Japán                                              | nem                    | -                                    | bejegyzett élettársi kapcsolat: Iga, Sibuja, Szapporo, Szetagaja, Takarazuka | igen                    | A diszkrimináció tilos a 2001-es Human Rights Act elfogadása óta. A meleg és biszexuális férfiak nem adhatnak vért az aktustól számított egy évig. |
| Jemen                                              | igen                   | halálbüntetés/ halálbüntetés         | -                                                                            | nem                     | |
| Jordánia                                           | nem                    | -                                    | -                                                                            | nem                     | A törvények ugyan nem büntetik, de melegek több esetben váltak ’becsületbeli gyilkosságok’ áldozatává. |
| Kambodzsa                                          | nem                    | -                                    | -                                                                            | nem                     | A korábbi király Norodom Szihanuk az azonos neműek házasságának bevezetését javasolta. |
| Katar                                              | igen                   | 5 év/ pénzbírság                     | -                                                                            | nem                     | |
| Kazahsztán                                         | nem                    | -                                    | -                                                                            | nem                     | Tilos az azonos neműek közötti párkapcsolat népszerűsítése. |
| Kelet-Timor                                        | ?                      | ?                                    | ?                                                                            | ?                       | |
| Kína                                               | nem                    | -                                    | -                                                                            | nem                     | A házasságról szóló törvény módosítását jelenleg tárgyalják. Hongkongban szóba került egy anti-diszkriminációs törvény bevezetése. Egy 2005-ös bírósági ítélet a heteroszexuálisokkal azonos beleegyezési korhatárt írt elő.                                                                                             |
| Kirgizisztán                                       | nem                    | -                                    | -                                                                            | nem                     | Tilos az azonos neműek közötti párkapcsolat népszerűsítése. |
| Koreai Köztársaság (Dél-Korea)                     | nem                    | -                                    | -                                                                            | igen                    | A National Human Rights Committee Law 31 cikkelye szerint "senkit sem lehet szexuális irányultsága alapján hátrányosan megkülönböztetni", ennek azonban még a kormányzat sem tesz eleget. |
| Koreai Népi Demokratikus Köztársaság (Észak-Korea) | nem                    | -                                    | -                                                                            | nem                     | Az azonos neműek közötti párkapcsolat nyílt említése vagy megvitatása nem megengedett. Kapitalista bűnnek vagy betegségnek tartják. |
| Kuvait                                             | igen                   | 7 év/ pénzbírság                     | -                                                                            | nem                     | |
| Laosz                                              | ?                      | ?                                    | -                                                                            | nem                     | Utolsó ítélet 1992-ben. |
| Libanon                                            | igen                   | 1 év/ pénzbírság                     | -                                                                            | nem                     | |
| Malajzia                                           | igen                   | 20 év/ pénzbírság                    | -                                                                            | nem                     | |
| Maldív-szigetek                                    | ?                      | ?                                    | ?                                                                            | ?                       | |
| Mianmar                                            | igen                   | 10 év/ pénzbírság                    | -                                                                            | nem                     | |
| Mongólia                                           | nem                    | -                                    | -                                                                            | nem                     | |
| Nepál                                              | nem                    | -                                    | -                                                                            | igen                    | Az alkotmány 2015 óta tiltja a diszkriminációt nemi identitás és szexuális orientáció alapján. |
| Omán                                               | igen                   | 3 év/ pénzbírság                     | -                                                                            | nem                     | |
| Örményország                                       | nem                    | -                                    | -                                                                            | nem                     | |
| Pakisztán                                          | csak férfiak esetében  | 2 év/ pénzbírság                     | -                                                                            | nem                     | |
| Palesztina                                         | nem                    | -                                    | -                                                                            | nem                     | |
| Srí Lanka                                          | igen                   | 2 év/ pénzbírság                     | -                                                                            | nem                     | |
| Szaúd-Arábia                                       | igen                   | halálbüntetés/ halálbüntetés         | -                                                                            | nem                     | A halálbüntetés helyett gyakran alkalmaznak börtönbüntetést vagy botozást. |
| Szingapúr                                          | nem                    | -                                    | -                                                                            | nem                     | Kormányzati tisztviselők a sokszínűség elfogadására szólítanak fel. Goh Chok Tong, a korábbi miniszterelnök kijelentette, hogy a melegségüket nyíltan vállaló emberek is lehetnek köztisztviselők. |
| Szíria                                             | igen                   | 1 év/ pénzbírság                     | -                                                                            | nem                     | |
| Tajvan                                             | nem                    | -                                    | igen                                                                         | nem                     | |
| Tádzsikisztán                                      | nem                    | -                                    | -                                                                            | nem                     | |
| Thaiföld                                           | nem                    | -                                    | igen                                                                         | nem                     | |
| Türkmenisztán                                      | csak férfiak esetében  | 2 év/ pénzbírság                     | -                                                                            | nem                     | |
| Üzbegisztán                                        | csak férfiak esetében  | 3 év/ pénzbírság                     | -                                                                            | nem                     | A büntetés csak az anális szexre vonatkozik. |
| Vietnám                                            | nem                    | -                                    | -                                                                            | nem                     | Az azonos neműek házasságát 1998-ban betiltották. Jelentések szerint ez az együtt élő vagy nyilvánosság előtti szertartásban részt vevő azonos nemű párok üldözésére is kiterjed. 2017. január 1-től hivatalosan is nemet válthatnak majd azok a transznemű emberek, akik nemátalakító műtéten estek át.                 |

## Európa
| Ország              | Büntetik? (min-max büntetés) | Partnerkapcsolat               | Örökbefogadás | Tilos a diszkrimináció? | Megjegyzések |
| ------------------- | ---------------------------- | ------------------------------ | ------------- | --- | --- |
| Albánia             | nem                          | -                              | nem           | igen | |
| Andorra             | nem                          | házasság                       | igen          | igen | |
| Ausztria            | nem                          | házasság                       | igen          | igen | |
| Belgium             | nem                          | házasság                       | igen          | igen | |
| Bosznia-Hercegovina | nem                          | -                              | nem           | igen | |
| Bulgária            | nem                          | -                              | nem           | igen | |
| Ciprus              | nem                          | bejegyzett élettársi kapcsolat | nem           | igen | |
| Csehország          | nem                          | bejegyzett élettársi kapcsolat | nem           | igen | A kormány támogatja a partner gyermekének örökbefogadását, parlamenti döntésre várnak. |
| Dánia               | nem                          | házasság                       | igen          | igen | |
| Egyesült Királyság  | nem                          | házasság                       | igen          | igen | A házasság egyházi szertartás keretében is megköthető. A leszbikus párok (és a 42 év alatti egyedülálló nők) ingyenesen vehetik igénybe a mesterséges megtermékenyítést. A Skót Egyházban azonos nemű partnerrel kötött házasságban élők is lehetnek lelkipásztorok. |
| Észtország          | nem                          | házasság                       | igen          | igen | |
| Fehéroroszország    | nem                          | -                              | nem           | nem | |
| Feröer              | nem                          | házasság                       | igen          | igen | |
| Finnország          | nem                          | házasság                       | igen          | igen | A házasság egyházi szertartás keretében is megköthető. |
| Franciaország       | nem                          | házasság                       | igen          | igen | |
| Görögország         | nem                          | házasság                       | igen          | igen | |
| Hollandia           | nem                          | házasság                       | igen          | igen | |
| Horvátország        | nem                          | bejegyzett élettársi kapcsolat | igen          | igen | |
| Izland              | nem                          | házasság                       | igen          | igen | |
| Írország            | nem                          | házasság                       | igen          | igen | |
| Koszovó             | nem                          | -                              | nem           | igen | |
| Lengyelország       | nem                          | -                              | nem           | igen | Jelenleg folyik a vita a bejegyzett élettársi kapcsolat bevezetéséről. |
| Lettország          | nem                          | bejegyzett élettársi kapcsolat | nem           | igen | |
| Liechtenstein       | nem                          | házasság                       | igen          | igen | |
| Litvánia            | nem                          | bejegyzett élettársi kapcsolat | nem           | igen | Az Alkotmány kimondja, hogy a házasság csak nő és férfi között köttethet. |
| Luxemburg           | nem                          | házasság                       | igen          | igen | |
| Észal-Macedónia     | nem                          | -                              | nem           | igen | |
| Magyarország        | nem                          | bejegyzett élettársi kapcsolat | nem           | A mindennapi életben tilos a diszkrimináció, de jelentős mértékben jelen van a közéletben, a kormány hatására. A kormány nem támogatja a homoszexualitás semmilyen formáját, de az EU által elfogadott elveket tiszteletben tartja a jogszabály alkotáskor. Ellenző propagandát folytat a kormány. A való életben jelen van a diszkrimináció, a hatóságok részéről az éppen eljáró személy nézetei alapján születik határozat. 2025. április 15-étől a születéskor kijelölt nemmel nem egyező nemi identitás szerinti megkülönböztetés és zaklatás tilalma kikerült az alaptörvényból. | Az Alaptörvény kimondja, hogy az ember férfi vagy nő és a házasság kizárólag nő és férfi között köttethet. Örökbefogadás 2020 decemberétől csak számukra lehetséges. 2020. január 1-je óta a meleg és biszexuális férfiak véradását nem korlátozzák. A bejegyzett élettársi kapcsolatban élő nők nem vehetnek igénybe mesterséges megtermékenyítést. Az azonos nemű szülők is megkapják a GYED-et. A transznemű emberek 2020 óta nem változtathatják meg hivatalosan a nemüket. A kormány kifejezetten homofób és transzfób propagandát folytat, a férfiak közötti kapcsolatokat kihangsúlyozva és gyakran összemosva azt a pedofíliával. Az LMBTQ témát tartalmazó könyveket csak befóliázva lehet árulni. Televízióban 23 óra előtt tilos bármilyen erre utaló tartalmat bemutatni és azután is csak 18+ korhatáros besorolással. 2021 óta közintézményekben tilos a témáról beszélni. Iskolákban a tantestület által a szexuális felvilágosító órákon sem szabad említeni. A LMBTQ megélése nem számít bűnnek, de a népszerűsítése igen és akár 3 év börtönbüntetés is járhat érte. A kormány szintén 2025. április 15-től érvényes hatállyal "a gyermekek védelmére hivatkozva" betiltotta a nyilvános LMBTQ demonstrációkat és érdekérvényesítő célú rendezvényeket. |
| Málta               | nem                          | házasság                       | igen          | igen | |
| Moldova             | nem                          | -                              | nem           | igen | |
| Monaco              | nem                          | -                              | nem           | igen | |
| Montenegró          | nem                          | bejegyzett élettársi kapcsolat | nem           | igen | |
| Németország         | nem                          | házasság                       | igen          | igen | |
| Norvégia            | nem                          | házasság                       | igen          | igen | A házasság egyházi szertartás keretében is megköthető. |
| Olaszország         | nem                          | bejegyzett élettársi kapcsolat | nem           | igen | |
| Oroszország         | nem                          | -                              | nem           | nem | Tilos az azonos nemű párkapcsolat népszerűsítése. A transznemű emberek nem kaphatnak jogosítványt és nem változtathatják meg hivatalosan a nemüket, illetve egészségügyi beavatkozásokhoz sem folyamodhatnak. Emberi jogi szervezetek alapítása nem engedélyezett. |
| Portugália          | nem                          | házasság                       | igen          | igen | |
| Románia             | nem                          | -                              | nem           | igen | |
| San Marino          | nem                          | bejegyzett élettársi kapcsolat | nem           | igen | A házasságkötést – a turizmus fellendítése érdekében – kizárólag külföldi állampolgárok számára biztosítják. |
| Spanyolország       | nem                          | házasság                       | igen          | igen | A leszbikus párok (és az egyedülálló nők) ingyenesen vehetik igénybe a mesterséges megtermékenyítést. |
| Svédország          | nem                          | házasság                       | igen          | igen | A házasság egyházi szertartás keretében is megköthető. |
| Svájc               | nem                          | házasság                       | igen          | igen | |
| Szerbia             | nem                          | -                              | nem           | igen | |
| Szlovákia           | nem                          | -                              | nem           | igen | |
| Szlovénia           | nem                          | házasság                       | igen          | igen | |
| Törökország         | nem                          | -                              | nem           | nem | |
| Ukrajna             | nem                          | -                              | nem           | igen | |
| Vatikán             | nem                          | -                              | nem           | nem | |